# コーンブレッド

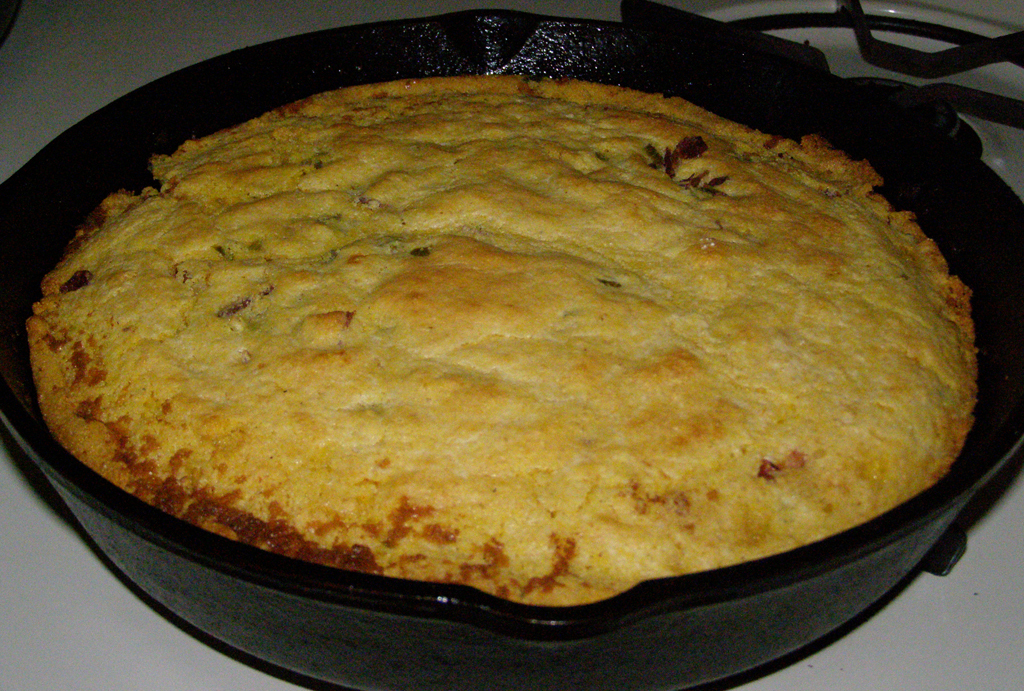
スキレットで焼いたコーンブレッド

コーンブレッド（英語: Cornbread）とは、トウモロコシの粉（コーンミール）を使って焼いたパン。

## 概要
コーンブレッドは、発酵の工程が不要な速成パンの一種である。トウモロコシの粉を使った生地をオーブンで焼き上げるパンで、アメリカ合衆国では食事用としてもスイーツ用としても食される。
アメリカ合衆国では家庭でも作られており、各家庭によって、地域によって材料の配合や作り方にも様々なものがある。共通的なレシピは「トウモロコシの粉を用いる」くらいであるが、そのトウモロコシの粉にしても、きめの細かいコーンミールを使うレシピもあれば、粒の粗いコーングリッツを使うレシピもある。
トウモロコシの粉に由来するおだやかな甘さ、食感とパンを割ったときのトウモロコシのほのかな香りが共通的である。
アメリカでは日常的に食べられているパンの1種でもあるが、特に感謝祭（11月の第4木曜日）とその週末には七面鳥料理と共に欠かせないものとなっている。

## 歴史
コーンブレッドがいつごろ考案されたのかは定かではないが、アメリカ大陸原産のトウモロコシと、アメリカ大陸には無かった小麦とが使用されていることから、コロンブスのアメリカ大陸の発見以降、ヨーロッパからアメリカ大陸への入植が行われるようになってからであることは間違いない。

## 文化の中のコーンブレッド
コーンブレッドは、アメリカの文化、歴史と長く深い関わりがあるため、コーンブレッドが登場する小説や映画はたくさんある。
『トム・ソーヤーの冒険』、『ハックルベリー・フィンの冒険』といったマーク・トウェインの小説にはコーンブレッドが登場するし、アメリカ中西部を舞台にした『大草原の小さな家』（ローラ・インガルス・ワイルダー）にもコーンブレッドはよく登場する。
現代の小説や映画にも、コーンブレッドは登場しており、一例として映画化もされたスティーブン・キングの小説『グリーンマイル』ではコーンブレッドが重要なシーンに登場している。
家族の愛情や家庭のぬくもりを象徴する存在としてコーンブレッドは扱われている。